# Nocturne Records
Nocturne Records – amerykańska wytwórnia płytowa, której założycielami w 1954 byli dwaj muzycy jazzowi: perkusista Roy Harte i kontrabasista Harry Babasin. Siedziba firmy, która nie działała jednak zbyt długo, mieściła się w Hollywood, w Kalifornii, a w centrum zainteresowania jej właścicieli było nagrywanie płyt z muzyką określaną jako West Coast jazz.
28 marca 1955 Nocturne połączona została z Liberty Records, a nagrania z katalogu Nocturne wydawane były od tego dnia pod marką Liberty, jak to miało miejsce z serią "Jazz in Hollywood". Babasin pozostał w firmie jako nadzorujący kwestie repertuarowe.
Roy Harte był również w 1952 współzałożycielem innej wytwórni płyt: Pacific Jazz Records.

## Artyści nagrywający dla Nocturne Records
- Bob Enevoldsen
- Bud Shank
- The Conley Graves Trio
- Earl Hines
- Harry Babasin
- Herbie Harper
- Lou Levy
- Peggy Connelly
- Steve White
- Virgil Gonsalves